# Partido Nacionalista (Argentina)

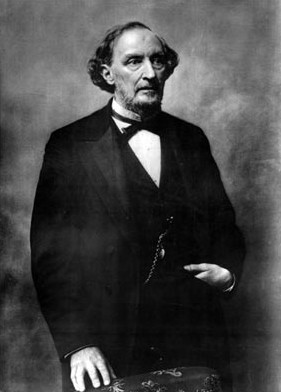
Bartolomé Mitre fue el líder del Partido Nacionalista.

El Partido Nacionalista, conocido también como Partido Liberal Nacionalista, fue un partido político creado por Bartolomé Mitre en 1862 como resultante de la división del Partido Liberal debido a las disputas por la federalización de la ciudad de Buenos Aires. Dentro del Partido Liberal, los "nacionalistas" de Mitre, se oponían a los "autonomistas" de Adolfo Alsina, que fundaron el Partido Autonomista. En las elecciones de 1862 Mitre fue elegido presidente de la Nación como candidato del Partido Liberal, pero al poco tiempo de esto el partido se rompería y el presidente gobernaría con el Partido Nacionalista.

## Historia
Luego de la Batalla de Pavón el gobierno de la Confederación Argentina colapsó y Mitre tomó de facto el gobierno el 12 de diciembre de 1861, bajo el título de Gobernador de Buenos Aires Encargado del Poder Ejecutivo Nacional.
Ya desde antes de la campaña de Pavón, una guerra civil intermitente sacudía a Santiago del Estero, Tucumán y Catamarca; la noticia de la victoria de Pavón permitió al caudillo unitario Manuel Taboada imponer la victoria del partido porteño en todas las provincias del norte.
Una división comandada por Ignacio Rivas y Sarmiento, se dirigió a Cuyo y derrocó a los gobernadores de San Luis, Mendoza y San Juan. Sarmiento fue elegido gobernador de su provincia natal.
En La Rioja, el caudillo federal Ángel Vicente Peñaloza impidió el avance de las tropas porteñas y de sus aliados, iniciando una complicada guerra civil en esa provincia y las vecinas que duró tres meses, hasta que –tras el sitio de San Luis por las fuerzas del Chacho– se firmó la Paz de la Banderita, del 4 de junio, por la cual Peñaloza reconoció la autoridad nacional de Mitre.
A lo largo de la primera mitad de 1862 se celebraron elecciones de diputados y senadores en todo el país, y el nuevo Congreso de la Nación se reunió oficialmente a fines de mayo en Buenos Aires.
Uno de los mayores problemas que enfrentaba Mitre, como presidente de facto de la Nación, era la indefinición sobre la capital federal del país, que impedía tener un lugar donde establecer el gobierno federal. La Constitución de 1853 había establecido que la ciudad de Buenos Aires era la capital federal de la Nación Argentina. Buenos Aires sin embargo, no había sido parte de esa Constitución, se organizó como Estado autónomo separado de la Confederación Argentina y se negaba a perder su ciudad principal. La "cuestión capital" llevó a la guerra a la Confederación y el Estado porteño. En una primera etapa de la guerra, la Confederación al mando del general Urquiza, venció en la Batalla de Cepeda a las tropas de Buenos Aires al mando del coronel Mitre. Urquiza sin embargo, no exigió la rendición incondicional del Estado de Buenos Aires y aceptó firmar el Pacto de San José de Flores, que reconocía a Buenos Aires su derecho a preservar la integridad territorial y a que cualquier decisión sobre la federalización de la ciudad-puerto, contara con la autorización de la legislatura porteña.
El Pacto de San José de Flores, fue formalizado con la Reforma constitucional de 1860, que entre otras muchas reformas eliminó la cláusula que establecía la capital federal en Buenos Aires e hizo posible de ese modo que Buenos Aires ingresara a la federación. Pero al no poder establecerse una capital federal, el gobierno nacional se quedó sin un lugar donde instalarse.
Elegido presidente por unanimidad de los electores, en cuanto asumió la Presidencia, Mitre logró que el Congreso Nacional aprobara una ley federalizando toda la provincia de Buenos Aires. Pero la Legislatura de Buenos Aires no dio su aprobación, como era indispensable según la norma incluida en la Constitución por la reforma de 1860.
El 7 de junio de 1862, Mitre envió un mensaje al Senado de la Nación solicitando la ley de Capital de la República y el 20 de agosto el Congreso votó la ley federalizando todo el territorio de la provincia de Buenos Aires. Inmediatamente después, Mitre, como gobernador de la provincia y presidente de la Nación, le solicitó a la Legislatura de la provincia de Buenos Aires, que aceptara la federalización de la misma, pero los diputados provinciales rechazaron de plano la ley nacional.
El intento de federalizar la provincia intentado por Mitre, causó la división del Partido Liberal de Buenos Aires en dos: el Partido Nacionalista –liderado por Mitre– y el Partido Autonomista, cuyo líder era Adolfo Alsina; este último defendía la integridad territorial y la autonomía política de la provincia. Los mitristas fueron conocidos como "cocidos" y los opositores como "crudos". En 1865, Alsina sería elegido gobernador de la provincia de Buenos Aires.
En las elecciones presidenciales de 1868, donde triunfó Sarmiento, el Partido Nacionalista postulo la fórmula integrada por Rufino de Elizalde y Wenceslao Paunero. Elizalde y Paunero habían  triunfado en las provincias de Catamarca, Santiago del Estero y Tucumán. 
En febrero de 1873 el Partido Nacionalista postuló a Bartolomé Mitre y a Juan Eusebio Torrent como candidatos a presidente y vicepresidente para las elecciones presidenciales del año siguiente. Mientras que el Partido Nacional y el Partido Autonomista postularon la fórmula conformada por Nicolás Avellaneda y Mariano Acosta. Antes a los comicios presidenciales se realiza una nueva elección a diputados nacionales en Buenos Aires y en el resto del país, quien triunfe dominara el Congreso. En la ciudad y la campaña de Buenos Aires, los nacionalistas -cuya lista encabezaba Eduardo Costa, secundado por José María Gutiérrez- obtuvieron 6.496 votos y los autonomistas, 3.556. Los nacionalistas anunciaron que habían vencido en todos los distritos, pero que el fraude electoral le había arrebatado algunos. Sin embargo, el triunfo no les fue reconocido, la legislatura porteña aceptaba las modificaciones de las autoridades electorales a las actas y proclamó la victoria del Partido Autonomista. Por su parte, los candidatos de Avellaneda, sostenidos por el aparato estatal fraudulento, se coronaban ganadores en casi todo el país por sobre los nacionalistas, menos en Santiago del Estero y San Juan. En abril, durante las elecciones presidenciales, el fraude electoral volvió a repetirse con igual alevosía. Poco y nada pudo hacer la fórmula nacionalista Mitre-Torrent para que Nicolás Avellaneda sea elegido nuevo presidente de la Nación. 
Acusando al gobierno de haber falseado los resultados de los comicios, los nacionalistas se prepararon para la revolución. Mitre mismo no estaba convencido, y pidió que no hubiera alzamientos antes del 12 de octubre, fecha en que debía asumir Avellaneda. Semanas más tarde, anunció que: 

"La peor de las votaciones legales vale más que la mejor de las revoluciones".

Pero el 18 de julio, cuando la Cámara de Diputados de la Nación aprobó las elecciones de diputados porteños, se pronunció por la revolución, siendo presionado por sus correligionarios. El resto de la conspiración se desarrolló sin Mitre, dirigida políticamente por los dirigentes nacionalistas Eduardo Costa, Rufino de Elizalde y Norberto Quirno Costa. La revolución estalló el 23 de septiembre de 1874, cuando Mitre estaba en Montevideo. La revolución estalla en las provincias de Buenos Aires y del Cuyo. El general Mitre toma la dirección revolucionaria cediendo a la presión de su partido y adopta una actitud, que su previsión militar como su conciencia desaprueban, y en cuyo triunfo no cree. Declara que el movimiento tiene por objetivo reivindicar las libertades del pueblo. Justifica la revolución contra los poderes constituidos cuando estos cierran los comicios a la oposición. "La lucha por el sufragio es suprema, como base del gobierno creado y entonces la revolución es un derecho, un deber y una necesidad" declara Mitre. 
El presidente Sarmiento condena violentamente la revolución y la indisciplina del ejército. Su sucesor, Avellaneda, se hace cargo del gobierno cuando la sublevación ha estallado. Para dominar a los líderes militares nacionalistas, Mitre y José Miguel Arredondo, Avellaneda envía a dos jóvenes coroneles, José Inocencio Arias y Julio Argentino Roca. Las batallas de La Verde y Santa Rosa terminan con el movimiento revolucionario. 
Mitre, Arredondo y sus oficiales fueron arrestados, sometidos a consejo de guerra y dados de baja del Ejército. Muchos dirigentes nacionalistas también terminaron arrestados y los que poseían cargos como legisladores fueron declarados cesantes o renunciaron. Mitre permanecería preso hasta 1876 y el Partido Nacionalista se pronunciaría por la abstención electoral como modo de protesta por la situación política. 
El Partido Nacionalista abandonaría su denominación en 1880 cuando el mitrismo formó junto al sector "lírico" del Partido Autonomista, liderado por el general Martín de Gainza, el Partido Liberal de la República Argentina con el objetivo de apoyar la fórmula compuesta por Carlos Tejedor y Saturnino Laspiur para los comisiones presidenciales de 1880.